# فرناندائو (بازیکن فوتبال)
فرناندو لوسیو دا کوستا (به پرتغالی: Fernando Lúcio da Costa) معروف به فرناندائو (Fernandão) بازیکن فوتبال در پست مهاجم اهل برزیل است که در شهر گویانیا و در تاریخ ۱۸ مارس ۱۹۷۸ به دنیا آمده‌است.

## باشگاهی
فرناندائو در تیم فوتبال المپیک مارسی، تولوز، اینترناسیونال، باشگاه ورزشی الغرافه و سائو پائولو سابقهٔ حضور دارد.

## تیم ملی
وی همچنین در تیم ملی فوتبال برزیل بازی کرده است.